# Granito (Pernambuco)
Granito es un municipio brasileño del estado de Pernambuco. El municipio está compuesto por el distrito sede y por los poblados de Rancharia, Lagoa Nova y Mato Grosso. Tiene una población estimada al 2020 de 7 537 habitantes.

## Historia

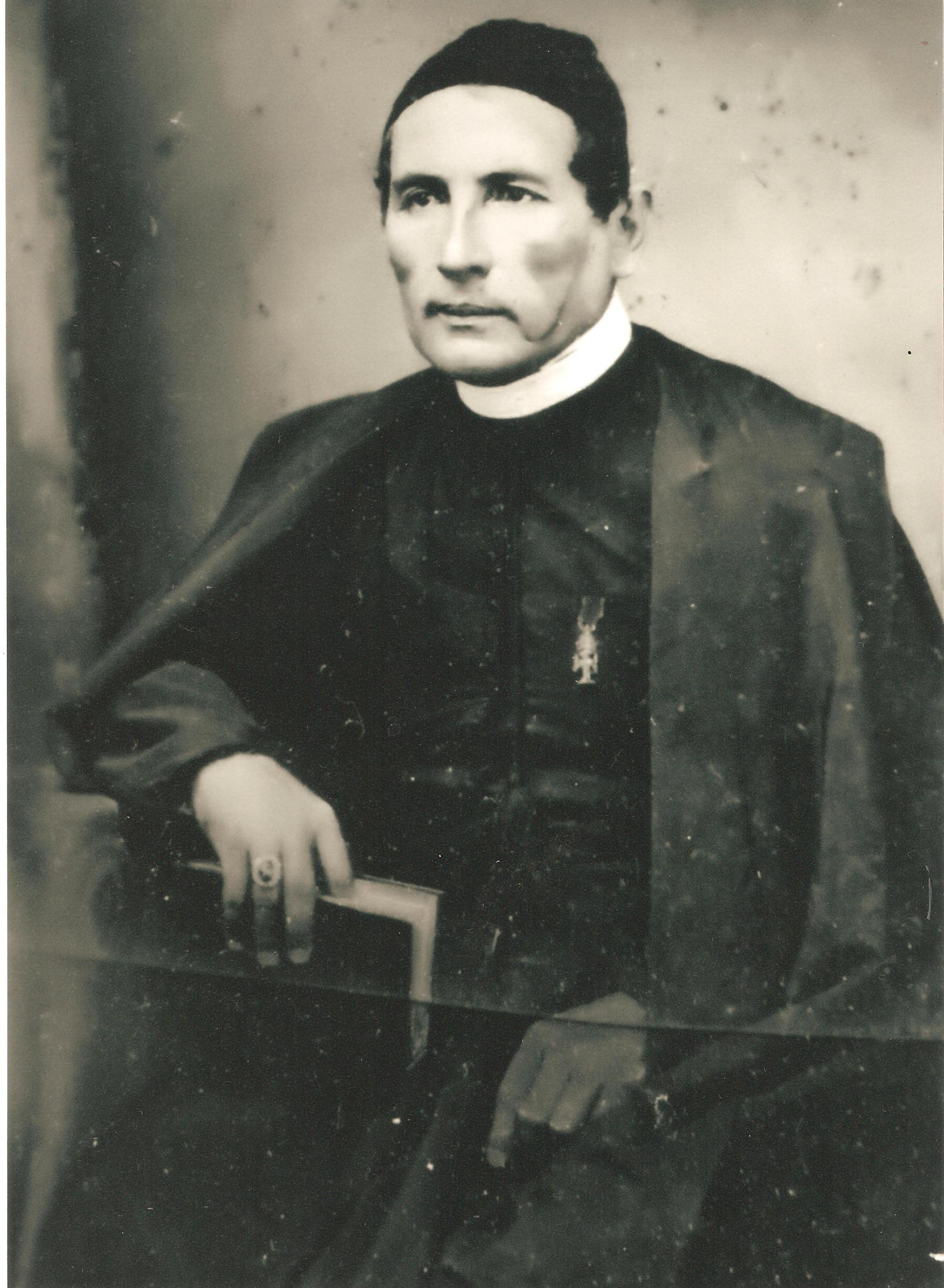
El Padre José Modesto Pereira de Brito

En la antigua hacienda poço, localizada a los márgenes del Río Brígida, en 1859 el vicario padre José Modesto Pereira de Brito construyó una capilla nombrada Nossa Senhora do Bom Conselho. Tal hecho dio lugar a la formación de un poblado que obtuvo la categoría de freguesia. La ley n.º 548 del 9 de abril de 1855 le dio el estatus de villa, transfiriendo la sede de Exu para Granito por el fundador de la capilla. Creada la comarca, fue instalada el 1 de marzo de 1890. El nombre del poblado de Granito fue motivado por la predominancia de la roca granito en el suelo. Se constituyó como municipio autónomo el 5 de junio de 1893, promoción administrativa, ley provincial n.º 548 de abril de 1863, se transfirió la sede del municipio de Exu para el poblado de Granito.